# マシニッサ
マシニッサ（Masinissa、紀元前238年 - 紀元前148年）は、ヌミディアの王。第二次ポエニ戦争において当初はカルタゴに協力していたが、後にローマに鞍替えする。ローマの後見を得てヌミディア王となり、ザマの戦いにも参加した。

## 第二次ポエニ戦争

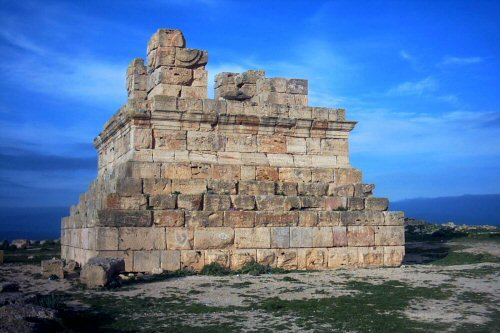
エル・フロウブのマシニッサの墓

紀元前3世紀、ヌミディアは東のマッシュリと西のマサエシュリの2王国が並立していた。マシニッサは紀元前238年に、マッシュリ王ガイア（またはガラ）の息子として生まれた。
第二次ポエニ戦争が始まるとヌミディアはカルタゴと同盟し、ローマと戦うこととなった。マシニッサはヌミディア軍を率いてイベリア半島で戦ったが、大スキピオがイベリア半島のローマ軍の司令官となると、敗北を重ねるようになった。その頃、ガイアが死亡し、マサエシュリ王のシュファクスがマッシュリを併合した。王国を失ったマシニッサは、わずかな騎兵を率いて大スキピオの下に身を寄せた。
紀元前204年、大スキピオ率いるローマ軍は北アフリカに上陸した。ローマ軍は、迎撃に向かったカルタゴ・ヌミディアの同盟軍を破り、ヌミディア王シュファクスを捕虜とした。ローマ軍はその勢いでヌミディア本国に侵攻し、これを制圧した。大スキピオを助けて功のあったマシニッサはヌミディアの王に即位し、元はマシニッサの許婚であった、シュファクスの妻ソフォニスバを自らの妻とした。しかし、これはローマに容認されず、ソフォニスバは毒を仰いで自死することとなる。
紀元前202年、カルタゴは急遽イタリアから呼び戻したハンニバルに軍を率いさせ、迎撃に派遣した。大スキピオもヌミディアから軍を返し、同年10月19日、ザマの戦いが生起した。この会戦でマシニッサはヌミディア騎兵を率い、カルタゴ軍の後方を攻撃するという決定的な役割を果たし、ローマ軍を勝利に導いた。

## その後
ローマの後見によって、ヌミディア王に即位したマシニッサは、生涯をかけて支配領域の拡大に努めた。ローマはカルタゴに対する防波堤を必要としていたため、ヌミディアを積極的に支援した。マシニッサは数々の部族を服属させ、ヌミディアをほぼ統一した。彼に従わない部族はわずかだった。
マシニッサの拡大政策は、カルタゴにとっては大きな脅威だった。ティトゥス・リウィウスの記述によれば、マシニッサは西部カルタゴ領を侵犯し、70の村を襲撃したという。このため、カルタゴは防衛体制を強化せざるをえなかった。しかし、これは第二次ポエニ戦争後に締結されたローマとの和平条約に違反する行為だったため、ローマの軍事介入を招き、第三次ポエニ戦争の引き金となった。古代の記述によれば、この時、90歳を超えていたマシニッサ自ら軍を率いたという。
マシニッサが亡くなった後、ヌミディアは彼の息子たちのミキプサ、グルッサ、マスタナバルが支配する小王国に分割された。後にユグルタ戦争を起こしてヌミディアを再統一しようとしたユグルタは彼の孫に当たる。